# 天使愛美麗
《天使愛美麗》（法語：Le Fabuleux Destin d'Amélie Poulain）是一部2001年的法國浪漫喜劇電影。導演為尚-皮耶·居內。本片由居內與纪尧姆·洛朗共同編劇，以蒙馬特為背景，對當代巴黎生活進行了異想天開的描繪。本片講述了由奧黛莉·朵杜飾演的害羞女侍的故事，她決定改善周圍人的生活，同時與自己的孤立作鬥爭。本片還擁有一群配角，包括馬修·卡索維茨、駱夫斯、羅瑞娜·克拉沃塔、瑟吉·摩林、賈梅·德布茲、克萊爾·莫里埃、克洛蒂德·莫勒、伊莎貝拉·南迪、多米尼克·皮諾、艾特·迪·彭吉雲、友蘭達·夢露、厄本·康瑟力耶和莫里斯·貝尼舒。
本片於2001年4月25日在法國由UGC發行，並於2001年8月16日在德國由 Prokino Filmverleih 發行。本片獲得了評論界的好評，朵杜的表演、攝影、製作設計和寫作都受到了好評。《艾蜜莉的異想世界》獲得歐洲電影獎最佳影片，西班牙哥雅獎最佳歐洲電影獎；還獲得了四項凱撒獎，包括最佳電影和最佳導演。本片獲得了包括最佳原創劇本獎在內的兩項英國電影學院獎，並獲得了包括最佳外語片和最佳原創劇本在內的五項奧斯卡金像獎提名。本片取得了商業上的成功，全球票房收入為1.742億美元，而預算為1,000萬美元，是法國電影在國際上最大的成功之一。本片在美國由米拉麦克斯影片公司發行。

## 故事大綱

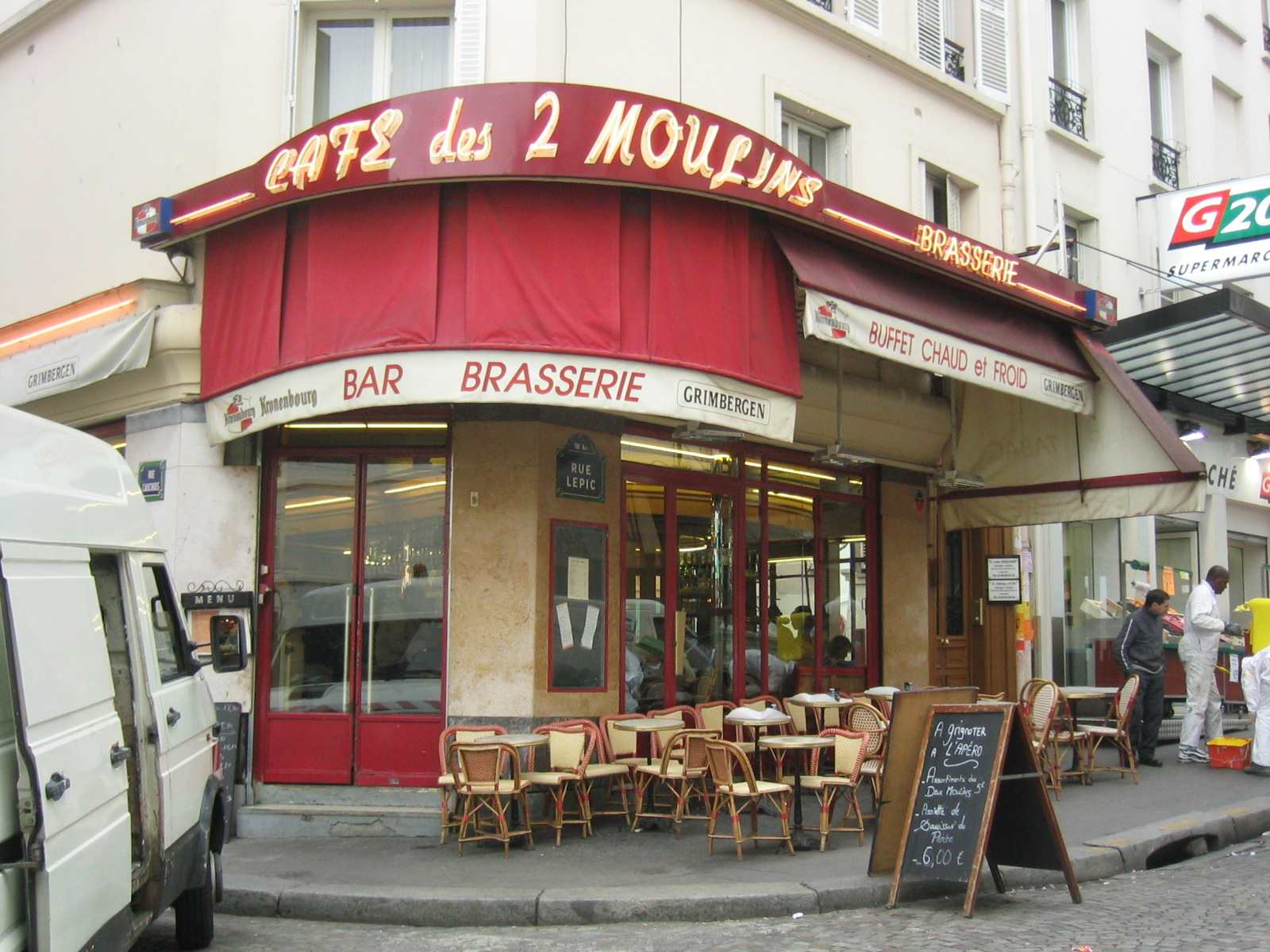
艾蜜莉的工作場所位於蒙馬特的「Café des 2 Moulins」，攝於2004年

法國女孩艾蜜莉從來就沒有享受過家庭的溫暖，她的童年是在孤單與寂寞中度過的。八歲時，母親因意外事故去世，傷心過度的父親沉醉在自己的世界裡。他是一名醫生，因此除了給艾蜜莉做醫療檢查之外，他很少和女兒接觸。可笑的是，他僅僅根據艾蜜莉在健康檢查時，因甚少與父親接觸而不由自主地心跳加快就斷定她有心臟病，並決定將她留在家裡休養。艾蜜莉從此被剝奪了與同齡夥伴一起玩耍的樂趣，孤獨的她只能任由想像力無拘無束地馳騁來打發日子，自己去發掘生活的趣味，比如到河邊打水漂，把覆盆子套在十個指頭上慢慢地品嚐、咀嚼或用湯匙輕輕的敲碎烤布蕾等等。
終於等到她長大成人可以自己去闖蕩世界了。艾蜜莉在巴黎蒙馬特的一家咖啡館裡做女侍，光顧這家咖啡館的似乎總是一些孤獨而古怪的人，他們的行為往往乖張怪癖。不過總的說來，她的生活過得還不錯。但艾蜜莉並不滿足，她的滿腔熱情不知該往哪處發洩。
1997年夏天，黛安娜王妃在一場車禍中不幸身亡。艾蜜莉突然意識到生命是如此脆弱而短暫，於是她決定開始幫助身邊的人，為他們帶來歡樂。一個偶然的機會讓艾蜜莉在浴室的牆壁裡發現了一個錫盒，裡面放著好多某個男孩珍視的寶貝。看來這應該是一個小男孩藏在這裡的。那個男孩現在或許已經長大了，早已忘記了童年時代埋藏的珍寶。於是，艾蜜莉決心尋找珍寶的主人，悄悄地將這份珍藏的記憶歸還給他。想要暗中幫助周圍的人，改變他們的人生、修復他們的生活的偉大理想就此展開。
艾蜜莉開始積極行動，冷酷的雜貨店老闆、備受欺侮的伙計、憂鬱陰沉的公寓管理員，還有對生活失去信心的鄰居都被她列入了幫助的名單中。雖然途中遇到不少困難，有時甚至也得耍個小手段、用惡作劇，但經過努力，她還是獲得了不小的成功。
然而當她正鬥志昂揚的朝著理想邁進時，遇上了一個“頑強分子”，她的那一套“法術”似乎對這個奇怪的男子——在紅燈區的成人錄影帶商店工作的尼諾沒多大作用。她漸漸發現這個喜歡把時間耗在情趣用品店，騎著車穿梭在巴黎各大車站，專門蒐集別人拍壞的大頭照等古怪癖好的羞怯男孩，竟然就是她心中的白馬王子......

## 主角
- 奧黛莉·朵杜 飾演 艾蜜莉 （Amélie Poulain）
  - 弗洛拉·古埃特（Flora Guiet） 飾演 幼年的艾蜜莉
- 馬修·卡索維茨 飾演 尼諾（Nino Quincampoix）
  - 阿莫里·巴博尔（Amaury Babault） 飾演 幼年的尼諾
- 安德烈·杜索利爾（英语：André Dussollier） 飾演 旁白
- 駱夫斯（英语：Rufus (actor)） 飾演 拉斐爾（Raphaël Poulain），艾蜜莉的父親
- 瑟吉·摩林（法语：Serge Merlin） 飾演 杜法耶（Dufayel），每天重複畫著印象派畫家雷諾瓦畫作「船上的午宴」的成骨不全症老人
- 羅瑞娜·克拉沃塔（英语：Lorella Cravotta） 飾演 阿曼達（Amandine Poulain），艾蜜莉的母親
- 克洛蒂德·莫勒（英语：Clotilde Mollet） 飾演 姬娜（Gina），一位咖啡館女侍
- 克萊爾·莫里埃（英语：Claire Maurier） 飾演 蘇珊娜（Suzanne），咖啡館的老闆娘
- 伊莎貝拉·南迪（英语：Isabelle Nanty） 飾演 喬姬（Georgette），患有氣喘的女子
- 多米尼克·皮諾（英语：Dominique Pinon） 飾演 約瑟（Joseph）
- 艾特·迪·彭吉雲（英语：Artus de Penguern） 飾演 伊波利托（Hipolito），一名作家
- 友蘭達·夢露 飾演 瑪德蓮（Madeleine Wallace），艾蜜莉的房東太太
- 厄本·康瑟力耶（英语：Urbain Cancelier） 飾演 柯立紐（Collignon），冷酷的雜貨店老闆
- 賈梅·德布茲 飾演 盧西恩（Lucien），備受欺侮的雜貨店伙計
- 莫里斯·貝尼舒（英语：Maurice Bénichou） 飾演 多米尼克·布雷托多（Dominique Bretodeau）
  - 凱文·費南德斯（Kevin Fernandes）飾演 年幼的多米尼克
- 米歇爾·羅賓（英语：Michel Robin） 飾演 柯立紐先生（Mr. Collignon）
- 安德莉・戴門特（英语：Andrée Damant） 飾演 柯立紐夫人（Mrs. Collignon）
- 克勞德·佩倫（英语：Claude Perron） 飾演 伊娃（Eva），尼諾的同事
- 阿梅勒（英语：Armelle） 飾演 菲洛梅妮（Philomène），一名空姐
- 蒂基·奧爾加多（英语：Ticky Holgado） 飾演 照片上神秘男子
- 法比安·喬達（英语：Fabienne Chaudat） 飾演 昏迷中的女人

## 製作

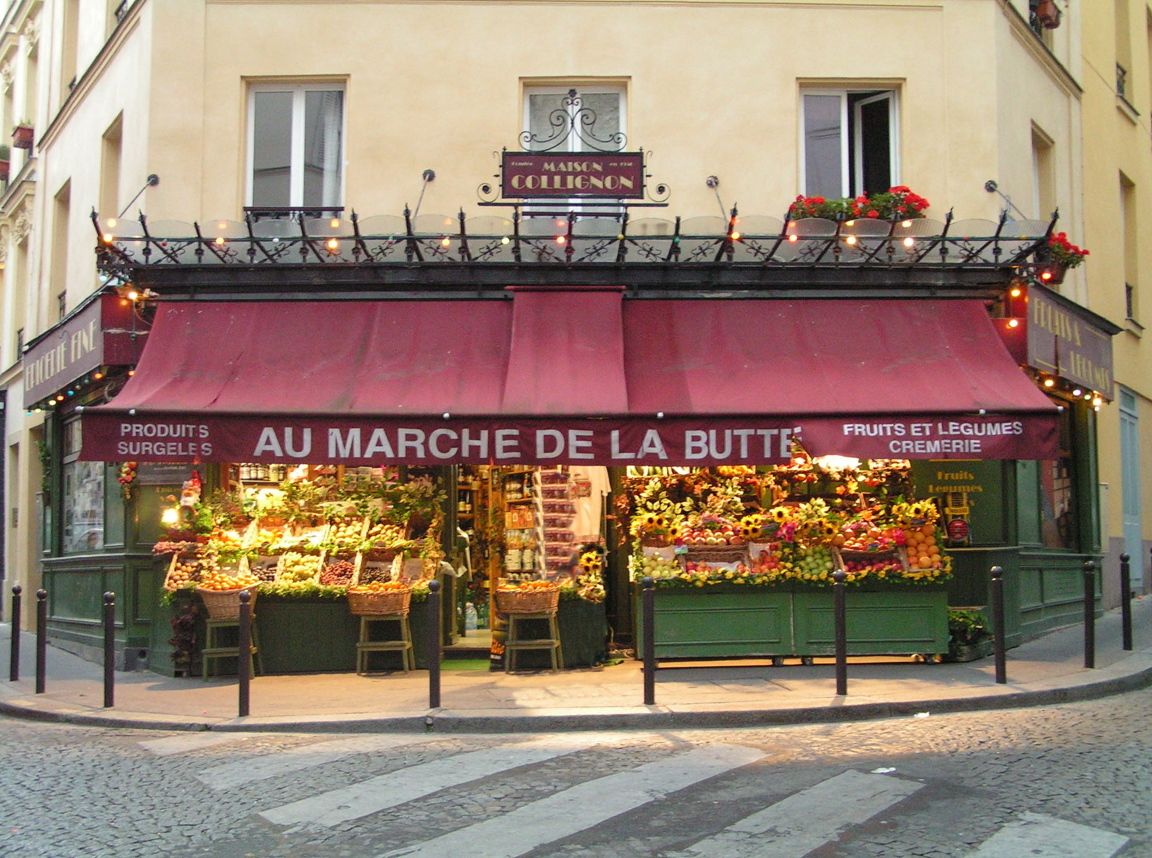
位於巴黎「Rue des Trois Frères」的「Marché de la Butte」，作為柯紐立先生的店鋪所在地

居內在他的DVD評論中解釋說，他最初為英國女演員艾蜜莉·華森寫了艾蜜莉的角色。在初稿中，艾蜜莉的父親是住在倫敦的英國人。然而，華森的法語並不流利，當她因與《謎霧莊園》的拍攝衝突而無法拍攝時，居內為一位法國女演員改寫了劇本。奧黛莉·朵杜是他試鏡的第一位女演員，她在1999年的電影《維納斯美容院》的海報上看到了她。
拍攝期間於2000年3月2日至7月7日，主要在巴黎進行。艾蜜莉的工作場所「Café des 2 Moulins」是一個真實的地方。
電影製作人利用電腦合成影像（包括電腦動畫），和數碼中間片。工作室場景是在德國科隆的「Coloneum Studio」拍攝的。 這部電影與1994年電影《重慶森林》的下半部有著許多相同的情節主題。

## 公布
本片於2001年4月25日在法國、比利時和瑞士法語區上映，隨後在各種影展放映和世界各地上映。2001年下旬時在北美、英國和大洋洲地區獲得了有限的上映。
坎城影展的評審員吉爾·雅各布將《艾蜜莉的異想世界》描述為“無趣”，因此它沒有在電影節上放映，儘管他觀看的版本是沒有音樂的早期剪輯版。由於法國媒體和觀眾的熱烈歡迎與評審員的反應形成鮮明對比，《艾蜜莉的異想世界》缺席電影節引起了一些爭議。大衛·馬丁·瓊斯（David Martin-Jones）在Senses of Cinema的一篇文章中表示，這部電影“（穿著）其國家（法國）身份”，這吸引了主流電影和藝術電影的觀眾。

## 迴響

### 關鍵評論
在爛番茄上，根據186條評論，本片獲得了89%的支持率，平均評分為 8.10/10。該網站的批評共識是：“感覺良好的艾蜜莉是一個活潑、奇特的魅力者，將奧黛莉·朵杜展示為令人愉快的女主角。”在 Metacritic 上，根據31位評論家的評分，本片在100分中獲得了69分，表明“普遍好評”。
來自《帝國雜誌》的艾倫·莫里森（Alan Morrison）給了《艾蜜莉的異想世界》5顆星，並稱其為“年度最佳之一，具有與 《大鼻子情聖》和《郵差》相似的交叉潛力。鑑於其古怪的內心，它很可能會超越所有這些”。美國CNN的保羅·塔塔拉（Paul Tatara）讚揚了《艾蜜莉的異想世界》的頑皮天性。在他的評論中，他寫道：“它異想天開、自由放養的天性常常令人著迷；尤其是第一個小時，充滿了和藹可親、諷刺的笑聲。”
本片受到了《Les Inrockuptibles》的評論家塞爾日·卡甘斯基（Serge Kaganski）的抨擊，認為這是一個不切實際的、風景如畫的法國社會，少數民族極少。居內駁斥了批評，指出照片集包含來自不同種族背景的人的照片，而扮演盧西恩的賈梅·德布茲是摩洛哥後裔。

### 票房
本片在法國432家電影院上映，首映週票房4320萬法國法郎（約620萬美元），位居榜首。該片在前十名中持續了22週。這是當年法國票房最高的電影，總收入為4100萬美元。

### 獎項
| 獎項                     | 類別                             | 獲獎者                                    | 結果 |
| ------------------------ | -------------------------------- | ----------------------------------------- | ---- |
| 第74届奥斯卡金像奖       | 最佳外语片                       | 尚-皮耶·居內                              | 提名 |
| 第74届奥斯卡金像奖       | 最佳原創劇本                     | 吉約姆·羅蘭和尚-皮耶·居內                 | 提名 |
| 第74届奥斯卡金像奖       | 最佳艺术指导                     | 艾莉恩·伯娜托和馬里-洛雷·瓦拉             | 提名 |
| 第74届奥斯卡金像奖       | 最佳摄影                         | 布魯諾·戴邦奈爾                           | 提名 |
| 第74届奥斯卡金像奖       | 最佳音效                         | 文森特·阿納迪, 紀堯姆·勒里什, 讓·烏曼斯基 | 提名 |
| 第55届英國影藝學院電影獎 | 最佳影片                         | 《艾蜜莉的異想世界》                      | 提名 |
| 第55届英國影藝學院電影獎 | 最佳導演                         | 尚-皮耶·居內                              | 提名 |
| 第55届英國影藝學院電影獎 | 最佳女主角                       | 奧黛莉·朵杜                               | 提名 |
| 第55届英國影藝學院電影獎 | 最佳原創劇本獎                   | 吉約姆·羅蘭和尚-皮耶·居內                 | 獲獎 |
| 第55届英國影藝學院電影獎 | 最佳摄影                         | 布魯諾·戴邦奈爾                           | 提名 |
| 第55届英國影藝學院電影獎 | 最佳藝術執導                     | 艾莉恩·伯娜托                             | 獲獎 |
| 第55届英國影藝學院電影獎 | 最佳剪輯                         | 哈夫·史奈德                               | 提名 |
| 第55届英國影藝學院電影獎 | 最佳音樂                         | 扬·提尔森                                 | 提名 |
| 第55届英國影藝學院電影獎 | 最佳外語片                       | 《艾蜜莉的異想世界》                      | 提名 |
| 第27届凯撒奖             | 最佳影片                         | 《艾蜜莉的異想世界》                      | 獲獎 |
| 第27届凯撒奖             | 最佳导演                         | 尚-皮耶·居內                              | 獲獎 |
| 第27届凯撒奖             | 最佳女主角                       | 奧黛莉·朵杜                               | 提名 |
| 第27届凯撒奖             | 最佳男配角                       | 賈梅·德布茲                               | 提名 |
| 第27届凯撒奖             | 最佳男配角                       | 駱夫斯                                    | 提名 |
| 第27届凯撒奖             | 最佳女配角                       | 伊莎貝拉·南迪                             | 提名 |
| 第27届凯撒奖             | 最佳原創劇本                     | 吉約姆·羅蘭和尚-皮耶·居內                 | 提名 |
| 第27届凯撒奖             | 最佳攝影                         | 布魯諾·戴邦奈爾                           | 提名 |
| 第27届凯撒奖             | 最佳藝術執導                     | 艾莉恩·伯娜托                             | 獲獎 |
| 第27届凯撒奖             | 最佳服裝設計                     | 瑪德琳·方汀                               | 獲獎 |
| 第27届凯撒奖             | 最佳影片剪輯                     | 哈夫·史奈德                               | 提名 |
| 第27届凯撒奖             | 最佳音樂                         | 扬·提尔森                                 | 獲獎 |
| 第14届歐洲電影獎         | 最佳影片                         | 尚-皮耶·居內                              | 獲獎 |
| 第14届歐洲電影獎         | 最佳導演                         | 尚-皮耶·居內                              | 獲獎 |
| 第14届歐洲電影獎         | 最佳女主角                       | 奧黛莉·朵杜                               | 提名 |
| 第14届歐洲電影獎         | 最佳攝影                         | 布魯諾·戴邦奈爾                           | 獲獎 |
| 最佳歐洲電影獎           | 哥雅獎最佳歐洲電影獎             | 《艾蜜莉的異想世界》                      | 獲獎 |
| 法國影評人協會           | 最佳法國片獎（Best French Film） | 《艾蜜莉的異想世界》                      | 獲獎 |
| 俄羅斯金鷹獎             | 最佳外語片                       | 《艾蜜莉的異想世界》                      | 獲獎 |
| 第59屆金球獎             | 最佳外語片                       | 尚-皮耶·居內                              | 提名 |
| 卡羅維瓦利影展           | 水晶地球儀獎                     | 尚-皮耶·居內                              | 獲獎 |
| 多倫多國際影展           | 觀眾票選獎                       | 無                                        | 獲獎 |

這部電影被《紐約時報》選為“有史以來最好的一千部電影”之一。這部電影在《帝國雜誌》的“世界電影一百部最佳電影”中排名第二。《Paste》雜誌在其十年（2000-2009年）50部最佳電影名單中排名第二。2016年8月，《BBC雜誌》對21世紀迄今為止最偉大的一百部電影進行了一項民意調查，《艾蜜莉的異想世界》排名第87名。
《娛樂周刊》將該電影海報評為過去25年25大電影海報中的最佳海報之一。它還命名了艾蜜莉在巴黎為她心愛的尼諾設置了一場野鵝追逐，在其前25名浪漫手勢列表中排名第9。2010年，美國電影攝影師協會在網路上的觀眾投票將《艾蜜莉的異想世界》評為十年來最佳拍攝電影。
《艾蜜莉的異想世界》被《滾石雜誌》評為有史以來50部最偉大的浪漫喜劇中的第37名。

## 原聲帶
《艾蜜莉的異想世界》的原聲帶由扬·提尔森創作。

## 音樂劇
2013年8月23日，作曲家丹·梅斯 (Dan Messe)，Hem樂隊的創始人和成員之一，證實了他將與克雷格·盧卡斯和納森·泰森合作，為《艾蜜莉的異想世界》的音樂改編作品創作配樂。梅斯還確認他將為該節目創作所有原創音樂，而不是使用扬·提尔森樂譜。音樂改編於2015年8月在伯克利話劇團（Berkeley Repertory Theater）首演。該音樂劇於2017年3月在百老匯開演，並於2017年5月結束。這部作品於2016年12月在洛杉磯的阿曼森劇院（Ahmanson Theatre）開始了百老匯前的演出，由菲莉帕·蘇擔任主角。
居內因厭惡音樂劇而與音樂劇保持距離，稱他只出售了為兒童慈善機構“Mécénat Chirurgie cardiaque”籌集資金的權利。

## 評價
對於2007年的電視節目《生死一點靈》，一個“古怪的童話故事”，美國廣播公司（ABC）尋求一種《艾蜜莉的異想世界》的感覺，與“奇思妙想、精神和魔法”相同的和弦。《生死一點靈》的創作者布萊恩·富勒說《艾蜜莉的異想世界》是他最喜歡的電影。“我喜歡的所有東西都在那部電影中得到體現”，他說。“這是一部讓我因善良而不是悲傷而哭泣的電影”。《紐約時報》對《生死一點靈》的評論報導稱“《艾蜜莉的異想世界》對《生死一點靈》的影響無處不在”。

## 外部連結
- “天使愛美麗”的官方網站（英文）
- “天使愛美麗”的評論 （页面存档备份，存于）（英文）
- 互联网电影数据库（IMDb）上《天使愛美麗》的资料（英文）
- AllMovie上《Amélie》的资料（英文）
- Box Office Mojo上《Amélie》的資料（英文）
- 爛番茄上《Amélie》的資料（英文）